# Shrek, feliços per sempre...
Shrek, feliços per sempre..., coneguda també com a Shrek: El capítol final (títol original en anglès Shrek Forever After o Shrek. The Final Chapter), és la quarta entrega de les sèries d'aventures de Shrek. Dirigida el 2010 per Mike Mitchell, la pel·lícula -igual que les tres primeres- està basada principalment en els contes de fades populars.
Tots els membres principals del repartiment conservaran els seus rols i John Lithgow tornarà a donar veu a Lord Farquaad. L'argument va ser anunciat el 23 de febrer del 2009.

## Argument
Shrek està atabalat per les seves responsabilitats familiars i enyora els dies on vivia sol i era temut; per això signa un contracte màgic amb en Tracatrec per obtenir un dia del passat, però a canvi li ha de donar un dia, el qual és escollit pel petit mag: el dia en què va néixer. Així doncs, es mostra com hauria passat tot si en Shrek no hagués existit: la Fiona no hauria estat rescatada i hauria acabat de reina d'una banda d'ogres, i en Tracatrec hauria sigut el tirà del regne de Molt Llunyà, esclavitzant els seus habitants. Horroritzat, en Shrek ha d'aconseguir un petó d'amor en aquest món alternatiu per desfer l'encanteri i tornar a la seva vida habitual, que s'adona que és la millor que pot tenir.
Shrek i l'Ase viatgen a la recerca de Fiona, que no els reconeix i lidera un grup de bandits. Desenganyada de l'amor, intenta vèncer en Tracatrec per la força i no fa cas dels intents de l'ogre per conquerir-la. Quan està a punt d'acabar el dia, després de diverses aventures, es fan un petó i tot torna a la normalitat.

## Repartiment original
- Mike Myers: Shrek
- Eddie Murphy: Ruc
- Cameron Diaz: Princess Fiona
- Antonio Banderas: Puss in Boots
- Walt Dohrn: Rumpelstiltskin
- Conrad Vernon: Gingy (Gingerbread Man)
- Aron Warner: Wolf
- Christopher Knights: Three Blind Mice
- Cody Cameron: Three Little Pigs
- Jon Hamm: Brogan the Ogre
- Craig Robinson: Cookie the Ogre
- Jane Lynch: Gretched the Ogre
- Julie Andrews: Queen Lillian
- John Cleese: King Harold